# Baco (Caravaggio)
Baco (c.1595) é uma pintura do mestre do barroco italiano Michelangelo Merisi da Caravaggio (1571-1610). Está exposta na galeria de Uffizi, em Florença.
A pintura mostra um Baco jovem reclinado à moda clássica com uvas e folhas de videira em seus cabelos, tocando o cordão de seu roupão frouxamente drapeado. Em uma mesa de pedra a sua frente está uma cesta de frutas e um jarro grande de vinho tinto; com sua mão esquerda, ele oferece ao espectador uma taça rasa do mesmo vinho, aparentemente convidando o espectador a se juntar a ele.
Baco foi pintado logo após Caravaggio ter se afiliado à casa de seu primeiro importante patrono, o cardeal Del Monte, e reflete os interesses humanistas do círculo de instrução do cardeal.
Intencionalmente ou não, há humor nesta pintura. A face rosada de Baco é um retrato fiel de um adolescente meio bêbado vestido com um lençol deitado em um colchão no palácio do cardeal em Roma, mas muito menos convincente como deus grego-romano. As frutas e o jarro têm atraído mais atenção dos estudiosos que o próprio Baco. As frutas, por causa da condição não comestível da maioria dos itens, são consideradas pelos mais grave de espírito críticos que significam a transitoriedade das coisas mundanas. O jarro porque, depois que a pintura foi limpa, foi descoberto um retrato minúsculo do artista trabalhando em seu cavalete no reflexo do vidro.  O reflexo do rosto de Baco também pode ser visto na superfície do vinho na taça que ele segura.
A oferta do vinho feita por Baco com sua mão esquerda, apesar do óbvio esforço que isto está causando ao modelo, tem levado a especulação de que Caravaggio usou um espelho para auxiliar a si mesmo enquanto trabalhava para viver, acabando com a necessidade do desenho. Em outras palavras, o que aparece para nós como a mão esquerda do garoto era, na verdade, a direita. Isso estaria de acordo com o comentário do primeiro biógrafo de Caravaggio, o artista Giovanni Baglione, de que Caravaggio fez algumas de suas primeiras pinturas usando um espelho. O artista inglês David Hockney fez dos métodos de trabalho de Caravaggio parte essencial de sua tese (conhecida como a tese Hockney-Falco) de que os artistas do Renascimento usavam algum tipo de câmara lúcida.